# Apataniana hellenica
Apataniana hellenica là một loài Trichoptera trong họ Apataniidae. Chúng phân bố ở miền Cổ bắc.